# Beautiful Liar
"Beautiful Liar" (tạm dịch: Kẻ nói dối điển trai) là một ca khúc thuộc thể loại nhạc pop của nữ ca sĩ R&B người Mỹ Beyoncé hợp tác với nữ ca sĩ nhạc Latin người Colombia Shakira. Bài hát được viết bởi Beyoncé Knowles, Amanda Ghost, Ian Dench, Mikkel S. Eriksen, Tor Erik Hermansen và đồng sản xuất bởi Stargate và Beyoncé cho phiên bản album solo phát hành lại của cô mang tên B'Day. Một phiên bản tiếng Tây Ban Nha và tiếng Anh pha trộn từ bản gốc của bài hát mang tựa đề Bello Embustero đã phát hành lên thị trường quốc tế. Ca khúc được phối bởi Gustavo Celis.
"Beautiful Liar" là đĩa đơn đầu tiên được phát hành từ các phiên bản cao cấp của album phòng thu thứ hai của Beyoncé mang tên B'Day. Bài hát là một bước nhảy vọt đáng kể từ hạng 94 lên đến vị trí thứ 3 trên bảng xếp hạng Billboard Hot 100 của Hoa Kỳ vào ngày 7 tháng 4 năm 2007 và trụ vững vị trí xếp hạng ấy mãi cho đến cuối năm 2008. Ca khúc giành được một giải MTV Video Music Awards vào năm 2007 ở hạng mục "Sự hợp tác xuất sắc nhất". Đến năm 2008, bài hát tiếp tục được trao tặng giải thưởng Ivor Novello cho hạng mục "Ca khúc bán chạy nhất tại Anh Quốc". Cùng thời điểm năm 2008, bài hát được nhận một đề cử giải thưởng danh giá Grammy cho Hợp tác giọng pop xuất sắc nhất

## Tổng quan
Sau khi vai trò diễn viên trong bộ phim Dreamgirls lắng xuống một thời gian thì cũng là lúc Beyoncé thông báo cô sẽ hợp tác với thần tượng của mình - Shakira trong một ca khúc mang tên "Beautiful Liar". Beyoncé đã từng rất ngưỡng mộ Shakira và lần hợp tác này đã thỏa mãn niềm mong đợi của cô: "Tôi đã cố gắng tìm cách hợp tác với Shakira cả một năm nay rồi. Tôi là một người hâm mộ trung thành của chị ấy. Tôi nghĩ những video clip của chị ấy thật ấn tượng và gợi cảm kết hợp cùng với lối âm nhạc thật tuyệt hảo. Phải nói là quá hoàn hảo. Chắc chắn lần hợp tác này sẽ mang lại kết quả tốt. Chúng tôi đã làm việc rất ăn ý với nhau".
"Beautiful Liar" kể về câu chuyện giữa hai người phụ nữ cùng có một mối quan hệ với một người đàn ông. Tâm sự về bài hát, Beyoncé thổ lộ rằng: "Ca khúc này nói về chuyện tình của hai người phụ nữ. Họ có một gã đàn ông muốn giành cùng lúc cả hai người phụ nữ này. Thay vì đấu tranh với nhau, hai chị em đã ngồi lại và nói chuyện với nhau. Hóa ra gã hám sắc kia chỉ là một kẻ nói dối. Không cần đánh nhau nữa, hãy xích lại gần nhau và quên gã bội bạc kia đi... Tôi nghĩ đây là một câu chuyện thú vị đấy !".

## Video âm nhạc
Video Beautiful Liar được dàn dựng dưới sự chỉ dẫn của đạo diễn Jake Nava. Nhưng khi thực hiện video thì trước đó Beyoncé đã phải nhờ đến Shakira hướng dẫn cho cô cách múa bụng. Bàn luận về việc này, Beyoncé cho biết: "Shakira dạy tôi màn múa hông trong suốt thời gian chúng tôi quay clip. Trước đây tôi thường xem video và rất thích vũ đạo của cô ấy. Tôi rất hạnh phúc và bất ngờ khi được Shakira giúp đỡ". Beyoncé Knowles còn nhận định rằng: "Quả thật cô bạn đồng nghiệp là một giáo viên giỏi. Vì thời gian quay clip có hạn nên chúng tôi không có nhiều thời gian luyện tập. Tôi chăm chú nhìn Shakira múa và học theo. Đó là những khoảnh khắc tuyệt vời. Cô ấy rất vui tính, dễ mến và khiêm tốn".

## Danh sách ca khúc và định dạng
| Đĩa đơn tại Hoa Kỳ 1. "Beautiful Liar" (hợp tác với Shakira) – 3:21 2. "Beautiful Liar (Bello Embustero)" (Phiên bản tiếng Tây Ban Nha) - 3:22 3. "Beautiful Liar (Phiên bản Tây Ban Nha)" (hợp tác với Sasha Fierce còn gọi là Beyoncé) - 3:21 4. "Beautiful Liar (Phối khí)" - 3:19 Đĩa đơn tại Úc 1. "Beautiful Liar" (hợp tác với Shakira) – 3:19 2. "Beautiful Liar (Freemasons Remix Edit)" (hợp tác với Shakira) - 3:27 | Đĩa đơn tại châu Âu 1. "Beautiful Liar" (hợp tác với Shakira) – 3:19 2. "Beautiful Liar (Freemasons Remix Edit)" (hợp tác với Shakira) - 3:27 3. "Irreplaceable (Maurice Joshua Remix Edit)" - 4:03 4. "Déjà Vu (Freemasons Radio Mix)" - 3:15 5. "Beautiful Liar" (Video) - 3:34 |

## Xếp hạng và doanh số chứng nhận

### Biểu đồ hàng tuần
| Chart (2007)                                         | Peak position |
| ---------------------------------------------------- | ------------- |
| Úc (ARIA)                                            | 5             |
| Áo (Ö3 Austria Top 40)                               | 2             |
| Bỉ (Ultratop 50 Flanders)                            | 2             |
| Bỉ (Ultratop 50 Wallonia)                            | 5             |
| Canada (Canadian Hot 100)                            | 2             |
| Cộng hòa Séc (Rádio Top 100)                         | 8             |
| Đan Mạch (Tracklisten)                               | 4             |
| Châu Âu Hot 100 Singles (Billboard)                  | 1             |
| Phần Lan (Suomen virallinen lista)                   | 2             |
| Pháp (SNEP)                                          | 1             |
| France (SNEP) Radio Chart                            | 1             |
| Trường songid là BẮT BUỘC CHO BẢNG XẾP HẠNG ĐỨC      | 1             |
| Hungary (Rádiós Top 40)                              | 1             |
| Hungary (Single Top 40)                              | 4             |
| Ireland (IRMA)                                       | 1             |
| Ý (FIMI)                                             | 1             |
| Hà Lan (Single Top 100)                              | 1             |
| New Zealand (Recorded Music NZ)                      | 1             |
| Na Uy (VG-lista)                                     | 2             |
| Scotland (OCC)                                       | 1             |
| Slovakia (Rádio Top 100)                             | 11            |
| Tây Ban Nha (PROMUSICAE)                             | 1             |
| Thụy Điển (Sverigetopplistan)                        | 6             |
| Thụy Sĩ (Schweizer Hitparade)                        | 1             |
| Anh Quốc (OCC)                                       | 1             |
| Hoa Kỳ Billboard Hot 100                             | 3             |
| Hoa Kỳ Dance Club Songs (Billboard)                  | 1             |
| Hoa Kỳ Hot Latin Songs (Billboard) "Bello Embustero" | 10            |
| Hoa Kỳ Hot R&B/Hip-Hop Songs (Billboard)             | 70            |
| US Mainstream Top 40 (Billboard)                     | 17            |
| US Rhythmic (Billboard)                              | 22            |
| US Pop 100 (Billboard)                               | 3             |
| Venezuela Top 100 (Record Report)                    | 15            |
| Venezuela Pop Rock (Record Report)                   | 1             |

| Quốc gia    | Chứng nhận (Theo doanh số) |
| ----------- | -------------------------- |
| Úc          | Bạch kim                   |
| Bỉ          | Vàng                       |
| Đan Mạch    | Bạch kim                   |
| Đức         | Vàng                       |
| Tây Ban Nha | 3x Bạch kim                |
| Hoa Kỳ      | Bạch kim                   |
| Anh Quốc    | Bạc                        |

| Bảng xếp hạng (2007)             | Vị trí cao nhất |
| -------------------------------- | --------------- |
| Australian Singles Chart         | 51              |
| Australian Urban Singles Chart   | 9               |
| Austria Top 75 Singles of 2007   | 29              |
| Belgian Singles Chart (Flanders) | 18              |
| Belgian Singles Chart (Wallonia) | 29              |
| Dutch Top 40                     | 13              |
| German Singles Chart             | 28              |
| Greek Singles Chart              | 17              |
| New Zealand Singles Chart        | 37              |
| Swiss Singles Chart              | 11              |
| UK Singles Chart                 | 12              |

## Liên kết
1. ↑  Moss, Corey (ngày 14 tháng 2 năm 2007). "Beyoncé Turns Heads With Sports Illustrated Cover, Shakira Duet". MTV News. Bản gốc lưu trữ ngày 16 tháng 2 năm 2007. Truy cập ngày 17 tháng 8 năm 2008.
2. ↑  "iTunes Store - Beyoncé & Shakira - Beautiful Liar - EP". Itunes.apple.com. Truy cập 2009-09-05.
3. ↑  "iTunes Store - Beyoncé & Shakira - Beautiful Liar - Single". Itunes.apple.com. Truy cập 2009-09-05.
4. ↑  "iTunes Store - Beyoncé & Shakira - Beautiful Liar - EP". Itunes.apple.com. Truy cập 2009-09-05.
5. ↑  "Beautiful Liar/Premium: Amazon.de: Musik". Truy cập ngày 8 tháng 2 năm 2015.
6. ↑  "Australian-charts.com – Beyoncé & Shakira – Beautiful Liar" (bằng tiếng Anh). ARIA Top 50 Singles.  Truy cập ngày 12 tháng 5 năm 2013.
7. ↑  "Austriancharts.at – Beyoncé & Shakira – Beautiful Liar" (bằng tiếng Đức). Ö3 Austria Top 40.  Truy cập ngày 12 tháng 5 năm 2013.
8. ↑  "Ultratop.be – Beyoncé & Shakira – Beautiful Liar" (bằng tiếng Hà Lan). Ultratop 50.  Truy cập ngày 12 tháng 5 năm 2013.
9. ↑  "Ultratop.be – Beyoncé & Shakira – Beautiful Liar" (bằng tiếng Pháp). Ultratop 50.  Truy cập ngày 12 tháng 5 năm 2013.
10. ↑  "Beyoncé Chart History (Canadian Hot 100)". Billboard (bằng tiếng Anh).  Truy cập ngày 12 tháng 5 năm 2013.
11. ↑  "ČNS IFPI" (bằng tiếng Séc). Hitparáda – Radio Top 100 Oficiální. IFPI Cộng hòa Séc. Ghi chú: Chọn 30. týden 2007.  Truy cập ngày 12 tháng 5 năm 2013.
12. ↑  "Danishcharts.com – Beyoncé & Shakira – Beautiful Liar" (bằng tiếng Đan Mạch). Tracklisten.  Truy cập ngày 12 tháng 5 năm 2013.
13. ↑  "Beyoncé – Chart Search" (bằng tiếng Anh). Billboard European Hot 100 Singles cho Beyoncé. Truy cập ngày 12 tháng 5 năm 2013.[liên kết hỏng]
14. ↑  "Beyoncé & Shakira: Beautiful Liar" (bằng tiếng Phần Lan). Musiikkituottajat – IFPI Finland.  Truy cập ngày 12 tháng 5 năm 2013.
15. ↑  "Lescharts.com – Beyoncé & Shakira – Beautiful Liar" (bằng tiếng Pháp). Les classement single.  Truy cập ngày 12 tháng 5 năm 2013.
16. ↑  "Disque en France - Le classement radio". SNEP. Bản gốc lưu trữ ngày 7 tháng 2 năm 2012. Truy cập ngày 3 tháng 6 năm 2012.
17. ↑  "Archívum – Slágerlisták – MAHASZ" (bằng tiếng Hungary). Rádiós Top 40 játszási lista. Magyar Hanglemezkiadók Szövetsége.  Truy cập ngày 12 tháng 5 năm 2013.
18. ↑  "Archívum – Slágerlisták – MAHASZ" (bằng tiếng Hungary). Single (track) Top 40 lista. Magyar Hanglemezkiadók Szövetsége.  Truy cập ngày 12 tháng 5 năm 2013.
19. ↑  "Chart Track: Week 16, 2007" (bằng tiếng Anh). Irish Singles Chart.  Truy cập ngày 12 tháng 5 năm 2013.
20. ↑  "Italiancharts.com – Beyoncé & Shakira – Beautiful Liar" (bằng tiếng Anh). Top Digital Download.  Truy cập ngày 12 tháng 5 năm 2013.
21. ↑  "Dutchcharts.nl – Beyoncé & Shakira – Beautiful Liar" (bằng tiếng Hà Lan). Single Top 100.  Truy cập ngày 12 tháng 5 năm 2013.
22. ↑  "Charts.nz – Beyoncé & Shakira – Beautiful Liar" (bằng tiếng Anh). Top 40 Singles.  Truy cập ngày 12 tháng 5 năm 2013.
23. ↑  "Norwegiancharts.com – Beyoncé & Shakira – Beautiful Liar" (bằng tiếng Anh). VG-lista.  Truy cập ngày 12 tháng 5 năm 2013.
24. ↑  "Official Scottish Singles Sales Chart Top 100" (bằng tiếng Anh). Official Charts Company.  Truy cập ngày 9 tháng 7 năm 2018.
25. ↑  "ČNS IFPI" (bằng tiếng Slovakia). Hitparáda – Radio Top 100 Oficiálna. IFPI Cộng hòa Séc. Ghi chú: Chọn 24. týden 2007 trong mục ngày.  Truy cập ngày 12 tháng 5 năm 2013.
26. ↑  "Spanishcharts.com – Beyoncé & Shakira – Beautiful Liar" (bằng tiếng Anh). Canciones Top 50.  Truy cập ngày 12 tháng 5 năm 2013.
27. ↑  "Swedishcharts.com – Beyoncé & Shakira – Beautiful Liar" (bằng tiếng Anh). Singles Top 100.  Truy cập ngày 12 tháng 5 năm 2013.
28. ↑  "Swisscharts.com – Beyoncé & Shakira – Beautiful Liar" (bằng tiếng Đức). Swiss Singles Chart.  Truy cập ngày 12 tháng 5 năm 2013.
29. ↑  "Beyonce & Shakira: Artist Chart History" (bằng tiếng Anh). Official Charts Company.  Truy cập ngày 12 tháng 5 năm 2013.
30. ↑  "Beyoncé Chart History (Hot 100)". Billboard (bằng tiếng Anh).  Truy cập ngày 12 tháng 5 năm 2013.
31. ↑  "Beyoncé Chart History (Dance Club Songs)". Billboard (bằng tiếng Anh).  Truy cập ngày 12 tháng 5 năm 2013.
32. ↑  "Beyoncé Chart History (Hot Latin Songs)". Billboard (bằng tiếng Anh).
33. ↑  "Beyoncé Chart History (Hot R&B/Hip-Hop Songs)". Billboard (bằng tiếng Anh).  Truy cập ngày 12 tháng 5 năm 2013.
34. ↑  "Beyonce Album & Song Chart History". Billboard Pop Songs for Beyonce. Prometheus Global Media. Lưu trữ bản gốc ngày 29 tháng 1 năm 2011. Truy cập ngày 29 tháng 1 năm 2011.
35. ↑  "Beyoncé – Billboard Singles". AllMusic. Rovi Corporation. Truy cập ngày 11 tháng 12 năm 2010.
36. ↑  "Beyoncé – Billboard Singles". Allmusic. Rovi Corporation. Truy cập ngày 29 tháng 1 năm 2011.
37. ↑  "TOP 100" (bằng tiếng Tây Ban Nha). Record Report. ngày 27 tháng 4 năm 2007. Bản gốc lưu trữ ngày 5 tháng 5 năm 2007.
38. ↑  "Pop Rock" (bằng tiếng Tây Ban Nha). Record Report. ngày 27 tháng 4 năm 2007. Bản gốc lưu trữ ngày 24 tháng 11 năm 2006.
39. ↑  "http://www.aria.com.au/pages/ARIACharts-Accreditations-2007Singles.htm". Aria.com.au. ngày 31 tháng 12 năm 2007. Truy cập ngày 19 tháng 7 năm 2010. {{Chú thích web}}: Liên kết ngoài trong |tiêu đề= (trợ giúp)
40. ↑  "LES DISQUES D'OR/DE PLATINE - SINGLES - 2007". Truy cập ngày 9 tháng 5 năm 2010.
41. ↑  "IFPI Danmark - 2008". Ifpi.dk. Truy cập ngày 19 tháng 7 năm 2010.
42. ↑  "IFPI Đức - 2008". BPI. Truy cập ngày 19 tháng 7 năm 2010.
43. ↑  "Canciones top 20 anual - 2007 language=es" (PDF). Bản gốc (PDF) lưu trữ ngày 15 tháng 7 năm 2011. Truy cập ngày 9 tháng 5 năm 2010. {{Chú thích web}}: Thiếu dấu sổ thẳng trong: |tiêu đề= (trợ giúp)
44. ↑  "Gold & Platinum - ngày 19 tháng 7 năm 2010". RIAA. Truy cập ngày 19 tháng 7 năm 2010.
45. ↑  "BPI certified awards". BPI. Bản gốc lưu trữ ngày 17 tháng 1 năm 2010. Truy cập ngày 19 tháng 7 năm 2010.
46. ↑  "ARIA Top 100 Singles 2007". Aria.com.au. Truy cập ngày 19 tháng 7 năm 2010.
47. ↑  [liên kết hỏng]
48. ↑  Steffen Hung (ngày 25 tháng 12 năm 2009). "Jahreshitparade 2009". austriancharts.at. Truy cập ngày 19 tháng 7 năm 2010.
49. ↑  "Ultratop Belgian Charts". ultratop.be. ngày 13 tháng 7 năm 2010. Truy cập ngày 19 tháng 7 năm 2010.
50. ↑  "Ultratop Belgian Charts". ultratop.be. ngày 13 tháng 7 năm 2010. Truy cập ngày 19 tháng 7 năm 2010.
51. ↑  Steffen Hung. "Dutch charts portal". dutchcharts.nl. Truy cập ngày 19 tháng 7 năm 2010.
52. ↑  "Germany Top 100 Singles ~ 2007". Musicharts.net. Bản gốc lưu trữ ngày 2 tháng 11 năm 2010. Truy cập ngày 19 tháng 7 năm 2010.
53. ↑  "Ελληνικό Chart". Ifpi.gr. Bản gốc lưu trữ ngày 21 tháng 7 năm 2011. Truy cập ngày 19 tháng 7 năm 2010.
54. ↑  "RIANZ". RIANZ. Bản gốc lưu trữ ngày 27 tháng 8 năm 2013. Truy cập ngày 19 tháng 7 năm 2010.
55. ↑  "2007 year end". Swsscharts.com.
56. ↑  "2009 UK singles - MusiCharts". Musicharts.net. Bản gốc lưu trữ ngày 15 tháng 3 năm 2012. Truy cập ngày 4 tháng 2 năm 2010.